# Leggo My Meg-O
"Leggo My Meg-O" é o vigésimo episódio da décima temporada da série de televisão de animação norte-americana Family Guy, e o de número 185 da série em geral. A sua transmissão original nos Estados Unidos ocorreu através da rede de televisão FOX Broadcasting Company na noite de 6 de Maio de 2012. Os artistas convidados foram Omid Abtahi, Bill English, Ralph Garman, Mark Hentemann, Jerry Lambert, Rachael MacFarlane, Natasha Melnick, Kim Parks, Julius Sharpe, Danny Smith, Alec Sulkin, Fred Tatasciore, John Viener e Lisa Wilhoit.
No episódio, Meg viaja para Paris, França com a sua amiga Ruth após ser mal-tratada na escola, mas a sua aventura excitante chega a uma paragem inesperada quando ela é raptada. Ao saberem disto, Brian e Stewie embarcam numa missão cheia de acção para encontrá-la antes que seja tarde demais. O enredo do episódio é uma paródia ao filme Busca Implacável (2008).
"Leggo My Meg-O" teve o seu enredo escrito por Brian Scully e foi dirigido por John Holmquist. Após a sua emissão, foi recebido com opiniões mistas e favoráveis pelos críticos especialistas em televisão de horário nobre, que fizeram elogios ao seu enredo e às referências culturais. De acordo com os dados publicados pelo serviço de mediação de audiência Nielsen Ratings, durante a sua transmissão original, o episódio foi assistido em 5.64 milhões de domicílios norte-americanos.

## Produção e referências culturais
"Leggo My Meg-O" teve o seu argumento escrito por Brian Scully e foi dirigido por John Holmquist, tornando-se assim o quarto crédito de escrita de guião por Scully, que trabalhara pela última vez no enredo de "Friends of Peter G.", e no décimo terceiro crédito de direcção por Holmquist no seriado, que trabalhara pela última vez na direcção de "Grumpy Old Man". Danny Smith, Alec Sulkin e Wellesley Wild foram os produtores executivos, enquanto James Purdum e Domonic Bianchi trabalharam como directores supervisores. Dentre os actores recorrentes e artistas convidados para o episódio, estão inclusos Omid Abtahi, Bill English, Ralph Garman, Mark Hentemann, Jerry Lambert, Rachael MacFarlane, Natasha Melnick, Kim Parks, Julius Sharpe, Danny Smith, Alec Sulkin, Fred Tatasciore, John Viener e Lisa Wilhoit.
Algumas referências culturais foram inclusas no episódio, começando com o seu enredo, que é baseado no filme francês Busca Implacável (2008). A chamada telefónica de Peter para os raptores é uma referência evidente à película. Outro longa-metragem que é parodiado em "Leggo My Meg-O" é a série Men In Black, na cena em que Stewie usa um neuralizador — uma arma comummente usada nos filmes — em Meg. O traficante humano que mantinha Brian e Stewie como reféns faz uma alusão à Sex and the City 2 (2010).

## Enredo

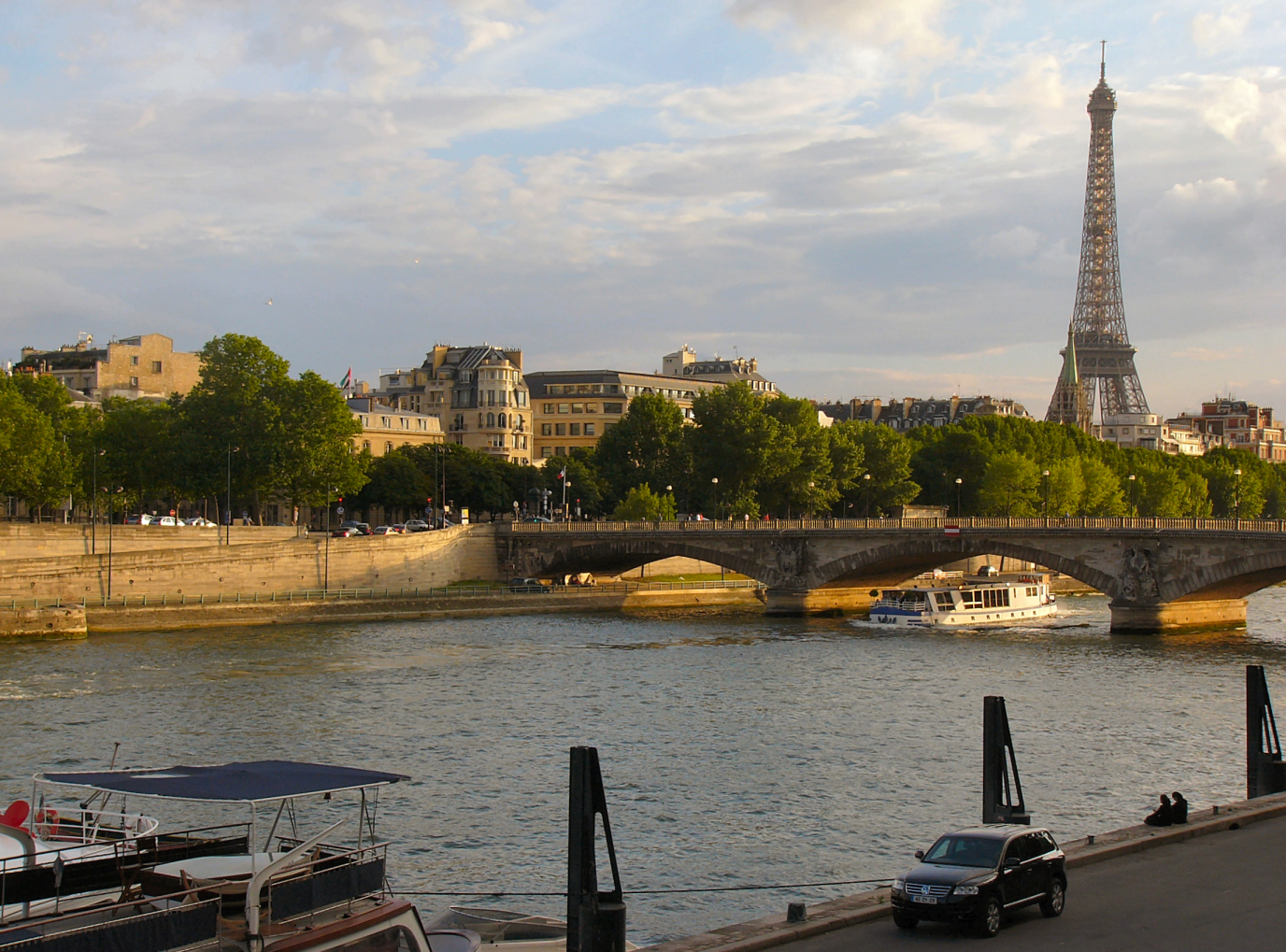
O enredo central do episódio teve como locação a cidade francesa de Paris.

Após ser atacada por todos durante um jogo de dodgeball, Meg fala com a sua amiga Ruth sobre como odeia ir a escola e questiona-se se irá conseguir aguentar o restante do semestre. Ela então descobre que Ruth irá passar um semestre em Paris, França, e é convidada a juntar-se a ela no programa em que está inscrita. Usando o dinheiro que juntou do salário de empregos temporários, Meg fica apta para se inscrever no programa. A família vê-a partir enquanto ela vai entrando no aeroporto. Quando chegam em Paris, Meg e Ruth conhecem um homem que se oferece a partilhar uma corrida de táxi com elas, uma vez que estas vão morar no seu apartamento. Quando chegam no apartamento, um grupo de homens aparece repentinamente e rapta Ruth enquanto Meg fala ao telefone com Peter. Quando conta ao seu pai o que acabou de testemunhar, ele diz-lhe para se esconder debaixo da cama, ao que ela cumpre, mas os homens encontram-na e levam-na.
Os Griffin ligam ao Federal Bureau of Investigation (FBI) para esperançosamente terem Meg de volta, mas o FBI diz que uma pessoa tem de estar desaparecida por 96 horas para que possa ser tomada uma acção. Preocupados com isto, Brian e Stewie vão à Paris para salvar Meg. Eles descobrem para onde os homens levaram a sua parente, que naquele momento estava a ser vendida para ser uma escrava sexual. No leilão, Stewie fantasia-se de escravo sexual para conseguir entrar, e é vendido para Brian. Contudo, este não tem condições para pagar por Stewie, e os guardas descobrem os seus disfarces. Eles são acorrentados a um cano subterrâneo, mas o cão consegue se soltar e domina os guardas, tendo de seguida, juntamente com Stewie, seguido Meg e os seus captores até um iate. A bordo, ela encontra um rei árabe, que apresenta-a ao seu filho príncipe, que a pede em casamento, ao que esta aceita. Stewie, então, mata o príncipe, usa um neuralizador na sua irmã, e leva-a a um hospital francês para ser tratada antes de levá-la sã e salva para casa.
De volta à casa, a família fica feliz por ver Meg, que admite lembrar-se de nada entre o pedido de casamento e estar no hospital. Lois diz a Meg que Ruth foi encontrada com a língua cortada. Peter afirma que guardou o correio que havia sido enviado para a sua filha, e então revela que isso é uma brincadeira pois ela não recebeu nenhum correio.

## Transmissão e repercussão
Durante a sua transmissão original na noite de 6 de Maio de 2012 na FOX, "Leggo My Meg-O" foi assistido por uma média de cinco milhões e 640 mil agregados familiares norte-americanos, e foi emitido na mesma noite que American Dad!, outro seriado do comediante Seth MacFarlane. Foi-lhe atribuída uma classificação de 2.7 e 7 de share no perfil demográfico dos telespectadores entre os 18 aos 49 anos de idade, tendo a mesma classificação que o seriado Desperate Housewives e ultrapassando American Dad!. A audiência aumentou levemente em relação ao episódio anterior, "Mr. and Mrs. Stewie", que foi visto por cinco milhões e 630 mil telespectadores norte-americanos.
"Leggo My Meg-O" recebeu críticas variadas. Kevin McFarland, do jornal de entretenimento The A.V. Club, deu a classificação de B-, dizendo que o episódio "[estava] recheado de mais piadas que o previsto [por ele]". Afirmando que o humor de Meg vem sempre da mesma fonte, ele apreciou as cenas de acção do episódio. Carter Doston, para o blogue TV Fanatic, atribuiu a avaliação de 2.5 a partir de uma escala de 5, notando que o episódio apoiou-se demasiadamente no enredo de Taken, contudo, gostou de alguns momentos engraçados. Doston afirmou que "a história segue afincadamente o mesmo arco que o filme, em apenas 20 minutos. Eles encontram os europeus do Leste que venderam-na a escravizadores, entram numa perseguição automóvel e entram em um tiroteio em um barco para salvá-la." Ele continuou: "É claro que há piadas que são lançadas, e desconstruções humorísticas de alguns filmes de acção e do filme que parodia. Por exemplo, a cena de 'perseguição automóvel por GPS'."